# Urdoma
Urdoma (ros. Урдома) – osiedle typu miejskiego w północnej Rosji, na terenie obwodu archangielskiego, w północno-wschodniej Europie. Powstało w styczniu 1963 z połączenia kilku osad: Urdoma – stacja kolejowa, Nianda, Pierwomajskoje i Piesocznyj.
Miejscowość liczy 4630 mieszkańców (1 stycznia 2005 r.).
Położona na brzegu rzeki Górna Łupia, ma stację kolejową na linii Kotłas – Mikun. Istnieje tu duży kombinat produkcji drewna, w latach ZSRR znajdował się tu jeden z największych w obwodzie archangielskim kołchoz. W latach 1967-1969 przez Urdomę poprowadzono duży gazociąg, a w 1972 zbudowano tu stację kompresorową tegoż gazociągu działającą do dziś. Od wyświęcenia 14 sierpnia 1999 istnieje w miasteczku cerkiew pw. Ikony Matki Bożej Kazańskiej, ufundowana przez urodzonego w Urdomie milionera działającego na Litwie Uspaskiego.

## Historia
Po powstaniu w 1963 liczyła 4,5 tys. osób. Pierwotna osada Urdoma, obecnie nieistniejąca, istniała do lat 40. XX w. na brzegu rzeki Wyczegda około 10 km na zachód od obecnej Urdomy. Była tam niewielka przystań i kamienna cerkiew. Cerkiew tę zbudowano w 1824 r., a w 1846 dobudowano drugi poziom (przekształcając budowlę w dwupiętrową, gdzie cerkiew starsza, dolna pw. św. Mikołaja użytkowana była zimą, a górna pw. Zmartwychwstania Chrystusa latem) i dzwonnicę. Funkcjonowała do 1929, gdy władze komunistyczne ją zamknęły, w postaci ruiny stoi do dziś.
Początek osadnictwa w miejscu dzisiejszej Urdomy przypada na 1930, gdy osiedlono w tzw. Szóstym Uczastku (od marca) i w Niandzie (lato) pierwsze transporty zesłańców, głównie ludzi zaliczonych do kułaków. Nianda miała wówczas status tzw. specposiołka, czyli przeznaczonego do zasiedlania przez zesłańców. W pobliżu był też łagier. Po kilku latach Szósty Uczastek zlikwidowano, a resztki niewymarłej ludności przesiedlono do Niandy. W marcu 1940 do Niandy i sąsiednich osad przywieziono 330 polskich zesłańców, głównie z Wołynia, z których większość opuściła Niandę po 10 IX 1941. W listopadzie 1941 otworzono stację kolejową przy świeżo zbudowanej przez zesłańców i łagierników linii kolejowej. Wokół stacji rozwinęła się wkrótce osada zwana Urdoma – stacja. W 1946–1947 niemieccy łagiernicy zbudowali drugi tor kolejowy i rozbudowali stację. W 1946 i 1947 przywieziono też znaczną grupę zesłańców Ukraińców i Białorusinów z ziem zabranych Polsce w 1939 przez ZSRR. Aż do połowy lat 50. główną osadą rejonu była Nianda, tam były sklepy, władze kołchozu, szpital. Jednak później zaczęto intensywnie rozbudowywać wsie Piesocznyj (początek lat 50. XX w.), a zwłaszcza Pierwomajskoje (założona w 1954), które stopniowo stało się centrum powstającego miasteczka. Przeniesiono tam większość instytucji z Niandy. W połowie lat 50. zaczęło gwałtownie ubywać zesłańców i łagierników, a większość ludności stanowili ludzie wolni (przeważnie zesłańcy po amnestii lub z zakończonymi wyrokami, a później ich potomkowie).
Pierwszym dekadom historii Niandy, a zwłaszcza okresowi zesłania tam Polaków poświęcił książkę Zbigniew Niedźwiedzki (2012), natomiast pobyt polskich jeńców wojennych w miejscowym łagrze opisał W. Flisiński w 1992.
W Urdomie znajdują się dwa pomniki poświęcone miejscowym ofiarom zesłań: postawiony w 2010 r. pomnik ku czci rosyjskich chłopów-zesłańców oraz pomnik z 2012 r. upamiętniający tragiczną śmierć 14 polskich jeńców dnia 26 X 1940 r.